# Kanton Gordes
Der Kanton Gordes war bis 2015 ein französischer Wahlkreis im Département Vaucluse in der Region Provence-Alpes-Côte d’Azur. Er hatte den Hauptort Gordes und wurde 2015 im Rahmen einer landesweiten Neugliederung der Kantone aufgelöst. Alle seine Gemeinden wurden dem Kanton Apt zugewiesen.

## Gemeinden
Der Kanton bestand aus acht Gemeinden:
| Gemeinde        | Einwohner Jahr | Fläche km² | Bevölkerungsdichte | Code INSEE | Postleitzahl |
| --------------- | -------------- | ---------- | ------------------ | ---------- | ------------ |
| Beaumettes      | 245 (2013)     | 2,59       | 95 Einw./km²       | 84013      | 84220        |
| Gordes          | 1.946 (2013)   | 48,04      | 41 Einw./km²       | 84050      | 84220        |
| Goult           | 1.142 (2013)   | 23,77      | 48 Einw./km²       | 84051      | 84220        |
| Joucas          | 324 (2013)     | 8,29       | 39 Einw./km²       | 84057      | 84220        |
| Lioux           | 248 (2013)     | 38,89      | 6 Einw./km²        | 84066      | 84220        |
| Murs            | 411 (2013)     | 31,27      | 13 Einw./km²       | 84085      | 84220        |
| Roussillon      | 1.323 (2013)   | 29,77      | 44 Einw./km²       | 84102      | 84220        |
| Saint-Pantaléon | 208 (2013)     | 0,78       | 267 Einw./km²      | 84114      | 84220        |